# Пифиада (жена Аристотеля)
Пифиада (др.-греч. Πυθιάς, Puthiás) — приёмная дочь Гермия Атарнейского, первая жена Аристотеля.
Она, возможно, родилась в 381 году до н. э. и умерла в Афинах позже 326 года до н. э. После того, так Аристотель стал воспитателем Александра Македонского в Миезе, туда же он перевёз и Пифиаду. Известно, что она умерла раньше Аристотеля: в завещании он просит похоронить его с нею рядом, как она просила.
Дочь Аристотеля и Пифиады тоже звали Пифаидой. Она была замужем трижды, и тоже умерла раньше своего отца. Её первым мужем был Никанор, сын сестры Аристотеля Аримнесты. По завещанию Аристотеля, Никанор должен был заниматься делами семьи, пока его сын, Никомах, не достигнет совершеннолетия. Вторым мужем Пифиады был Прокл Спартанский, а третьим — врач Метродор.